# Liste des applications du revenu de base
Pour un article plus général, voir Revenu de base.
Cette liste recense les expérimentations et implantations les plus notables d'un revenu de base.

## Afrique

### Afrique du sud
L'Alliance démocratique (Afrique du Sud) soutient la revendication.
La ministre du développement social Lindiwe Zulu, a annoncé en avril 2020 que le gouvernement était sur le point de verser une allocation de revenu de base en raison de la pandémie. Pas à tout le monde, mais à toutes les personnes en âge de travailler qui ne reçoivent aucune autre aide économique du gouvernement. L'allocation, d'un montant de 350 euros par mois, a commencé à être versée en mai et s'est terminée en octobre 2020. En octobre, juste avant la fin du versement de l'allocation, Blade Nzimande, leader du Parti communiste sud-africain (SACP), a appelé le gouvernement à convertir l'allocation en un « revenu de base universel garanti ». Il a fait valoir que la subvention offrait une bouée de sauvetage à des millions de personnes. Mary Burton, écrivant un article d'opinion pour Business Day en septembre 2020, plaide également pour que le gouvernement introduise un véritable revenu de base. Elle écrit : « Ce n'est pas du tout la même chose que la « subvention Covid-19 » temporaire récemment introduite pour répondre à la situation des chômeurs âgés de 18 à 59 ans. Les difficultés rencontrées par le département du développement social dans la gestion de cette subvention ont montré la complexité de ce système, où il faut vérifier si les demandeurs remplissent tous les critères nécessaires pour en bénéficier. Néanmoins, elle a apporté une aide vitale à des millions de personnes, et a fourni des leçons utiles à la fois en termes d'administration et d'illustration de son bénéfice. » Zulu, cependant, fait également pression pour un véritable revenu de base. Elle espère qu'il pourra être introduit en mars 2021, mais pour cela, le ministère des Finances d'Afrique du Sud doit également être d'accord avec le plan.

### Kenya
L'ONG GiveDirectly teste depuis 2017, et sur 12 années, un revenu universel de 20 $ dans un village défavorisé au Kenya.

### Namibie

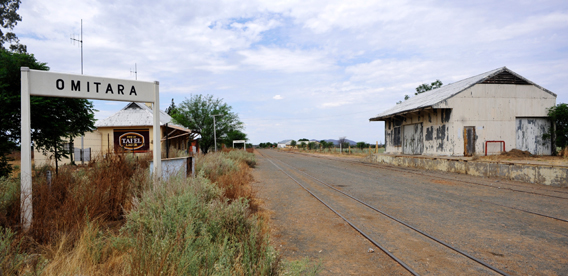
Omitara, l'un des deux villages namibiens dans lesquels le revenu de base a été testé en 2008-2009.

De janvier 2008 à décembre 2009, un projet pilote de revenu de base fut implémenté dans les villages namibiens de Otjievero et Omitara (représentant environ 1 000 habitants) situés à 100 kilomètres de Windhoek). Le projet fut organisé par la Namibian Basic Income Grant Coalition. Il était principalement financé par l'église protestante allemande, par des contributions individuelles de citoyens allemands et namibiens et par des contributions du Ministère allemand pour la Coopération. Le montant donné à chaque habitant namibien de moins de 60 ans (les retraités namibiens reçoivent déjà une allocation de 550 N$ par mois) était de 100N$ (environ 12US$).
Six mois après le lancement, le projet avait significativement réduit la malnutrition infantile et l'absentéisme scolaire. Il avait également fortement augmenté les revenus de la communauté en permettant aux habitants de participer à des activités plus productives, notamment avec la mise en place de micro-entreprises qui revitalisèrent le tissu économique et social du village, les revenus issus d’activités de type auto-entrepreneuriale ayant augmenté de 300 %,,. Globalement les revenus des habitants du village ont augmenté de 29 %, soit plus que le revenu supplémentaire octroyé par le programme. Le chômage a également diminué dans le village, passant de 60 à 45 %,,,. L'équipe projet déclara que cet accroissement de l'activité économique contredit les allégations selon lesquelles le revenu de base entrainerait de la paresse et de la dépendance. Après le dernier versement en décembre 2009, une allocation de transition de 80 N$ par mois a été mise en place pour ne pas « laisser les résidents retomber au même niveau de pauvreté déshumanisante qu'ils avaient expérimenté auparavant ». Cette allocation de transition a été versée jusqu'à la fin de l'année 2011, quand la coopérative s'en occupant s'est trouvée à court d'argent. Les versements ont repris en juillet 2014 avec le soutien de l'Église évangélique vaudoise italienne,.
L'une des conclusions du projet fut que, même en donnant uniquement ce revenu aux personnes habitants Otjivero-Omitara depuis plus d'un an avant le début du projet, il y eut une forte migration vers ces villages. Le projet conclut que ce phénomène révèle le besoin d'introduire le système de revenu de base à un niveau national, afin d'éviter des migrations internes.
Un autre constat du projet fut qu'après l'introduction du projet, la criminalité baissa de 42 %, particulièrement les vols de bétail, qui chutèrent de 43 % et les autres vols d'environ 20 %. Ces conclusions viennent de deux études empiriques conduites par la Basic Income Grant Coalition. L'une d'elles couvre les six premiers mois du projet et la seconde les douze premiers mois. Aucune autre étude ou évaluation de projet n'a été publiée. De plus, il n'y a pas d'accès public aux données du projet, ce qui a été confirmé par les représentants du projet dans la presse namibienne, expliquant qu'ils avaient promis aux résidents des villages que leurs informations personnelles resteraient confidentielles.
Un groupe s'est formé pour demander la mise en place d'un revenu de base au niveau national, mais le gouvernement namibien n'a pas repris l'idée.

### Ouganda
Un programme en Ouganda a versé 382 $US à 535 jeunes de 15 à 35 ans, choisis aléatoirement. Les résultats ont montré une augmentation des activités d'entreprise de 57 %, des heures de travail de 17 % et des bénéfices de 38 % par rapport à un groupe témoin n'ayant rien reçu.

## Amérique du Nord

### Canada
Le concept a été expérimenté par le Programme Mincome dans les années 1970 à Dauphin au Canada. Les résultats de cette expérience, pendant longtemps non étudiée, ont finalement montré que la désincitation au travail y avait été très faible durant la durée de l'expérience (quatre ans). De plus, d'autres conséquences positives non attendues ont été observées, comme l'augmentation de la durée des études des jeunes, une baisse de la criminalité et des hospitalisations.

### États-Unis
- Revenu de base aux USA (en)

#### Projets expérimentaux
Aux États-Unis, quatre expérimentations sociales ont eu lieu entre 1968 et 1982. Ces expérimentations visaient à tester les comportements des citoyens vis-à-vis du travail s'ils touchaient un revenu garanti. Les chercheurs observèrent une désincitation plutôt faible au travail.

#### Alaska
En 1976, l'Alaska a mis en place l'Alaska Permanent Fund, un fonds souverain dont le capital repose sur les revenus miniers et pétroliers de l'État, et dont les revenus alimentent depuis 1982 un dividende universel versé le 30 juin de chaque année,. En 1999 un référendum interdit à l'État d'utiliser « une partie » des revenus du fond (84 % d'opposants). En 2011, chaque résident d'Alaska a reçu 1 174 dollars.

#### Revenu de base des indiens Cherokee
Les 16 000 membres de l'Eastern Band of Cherokee Indians (en), basés en Caroline du Nord, reçoivent plusieurs milliers de dollars deux fois par an. Ces paiements sont des dividendes issus des profits du casino Harrah's Cherokee, et sont distribués depuis 1996. Une étude des effets sur les enfants de la communauté a montré un déclin significatif de la pauvreté, des problèmes de comportement, de la criminalité, de l'abus d'alcool et de drogue, des problèmes psychiatriques, et une augmentation du nombre de diplômés. Les effets sont principalement constatés chez ceux qui étaient les plus jeunes quand les paiements ont commencé, et chez ceux que ces paiements ont sortis de la pauvreté,.

## Amérique du Sud

### Brésil
Un projet indépendant et privé est actuellement en place au Brésil à Quatinga Velho (en) Le projet commença en 2008, organisé par l'organisation à but non lucratif ReCivitas.
Ce projet consiste à donner 30R$ par mois (4,4 % du salaire minimum en 2013 selon le gouvernement fédéral), ce qui n'est pas suffisant pour répondre aux besoins de base. Selon les responsables du projet, ce revenu est juste suffisant pour aider les gens à satisfaire leurs besoins les plus basiques. Les enfants en bénéficient particulièrement. Le projet, avec des ressources financières extrêmement limitées, a entrainé d'importants effets sociaux. Il a eu un impact positif sur les besoins de base et la qualité de vie des participants. Les résultats montrent également que le revenu de base a contribué à un développement durable du village.
Toujours selon les responsables du projet, ce montant peut sembler faible, mais il a un large impact dans une zone rurale du Brésil. Les coordinateurs du projet ont constaté des améliorations en termes de nutrition, de vêtements, de conditions de vie, de santé (particulièrement pour les enfants), de construction de nouvelles maisons, et d'amélioration des maisons existantes. Dans des interviews informelles, les coordinateurs ont noté une amélioration de l'estime de soi et des interactions sociales, une réduction de l'insécurité sociale, et une augmentation des attentes futures, particulièrement chez les enfants, des changements significatifs dans les relations de travail, dans les naissances, les migrations et la dépendance économique. Ils n'ont pas noté d'augmentation de la consommation d'alcool ou de drogues illicites.
Même si les coordinateurs du projet examinent les effets du revenu de base, ils ont expliqué que l'objectif du projet n'est pas de l'étudier, car ils sont déjà convaincus que ce modèle a déjà prouvé son efficacité, ils veulent donc avant tout le mettre en pratique.

## Asie

### Inde
Cette expérimentation intitulée Madhya Pradesh Unconditionnal Cash Transfers Project (MPUCPT) a été menée en partenariat entre le Fonds des Nations unies pour l'enfance (UNICEF) et le syndicat de travailleuses indiennes SEWA (Self-Employed Woman Association), et fut copilotée par le chercheur britannique Guy Standing et l'activiste indienne en:Renana Jhabvala. La région du Madhya Pradesh avait été choisie en raison de son fort niveau de pauvreté.
À partir de janvier 2011, et durant 17 mois, près de 5 500 personnes réparties sur 8 villages ont bénéficié de 200 roupies/mois/adulte, complémenté de 100 roupies en plus par enfant. Ce montant représente environ 30 % du minimum vital, et avait été choisi "afin qu'il ne soit pas trop haut pour se substituer à l'emploi, mais suffisant pour remplir certains besoins élémentaires". Sur les 8 villages, 4 ont bénéficié d'un suivi particulier de la SEWA, tandis que 12 autres villages aux alentours ont rempli le rôle de témoins nécessaires à l'analyse sociologique à suivre. L’émancipation permise pour les femmes a été importante, car elles ont largement été impliquées dans la vie locale du village, rôle normalement réservé aux hommes.
Cette expérimentation a été analysée en détail dans l'ouvrage Basic Income : A transformative policy in India. Les conclusions qui en ressortent sont :
- une stimulation de l'activité économique, d'un facteur 2,
- un désendettement des familles,
- une meilleure scolarisation des enfants, l'assiduité à l'école ayant triplé durant l'expérimentation. En moyenne, 66 % des filles étaient inscrites à l’école, contre 33 % dans les villages alentour. Dans 68 % des cas, une amélioration des résultats a été notée,
- une amélioration de la santé et nutrition. Le nombre de jeunes filles ayant un poids normal a augmenté de 25 %.

Devant ce bilan enthousiasmant, l’État du Madhya Pradesh a demandé à la SEWA d'intégrer à l’expérimentation un village tribal isolé, que l'UNICEF avait accepté de prendre en charge pendant 6 mois supplémentaires (de juin à Décembre 2012) en augmentant l’allocation mensuelle à 300 roupies par adulte (4,2 €) et 150 roupies par enfant.

### Singapour
En 2011, le parlement de Singapour débat de la mise en place d'un « revenu de base » redistribué à tous les singapouriens adultes.

### Japon
Le Nouveau Parti nippon et Les Verts portent cette revendication, avec Toru Yamamori et Kaori Katada.

### Macao
Voir Wealth Partaking Scheme (en) (2008)
Macao distribue un fonds à tous les résidents, permanents ou non, depuis 2008, dans le cadre du mécanisme de participation à la richesse (en) de la région. En 2014, le gouvernement a distribué 9 000 patacas (environ 1 127 $US) à chaque résident permanent, et 5 400 patacas (676 $US) aux non permanents, soit plus de 600 000 bénéficiaires.

### Corée du Sud
Voir le programme du Parti socialiste (Corée du Sud) (en), avec Geum Min.

## Europe

### Allemagne
Suzanne Wiest, Dieter Althaus (Union chrétienne-démocrate d'Allemagne (CDU)) et Katja Kipping (Die Linke) sont parmi les premières figures importantes de cette revendication.
Compte tenu des dégâts sociaux et financiers causés par la pandémie de COVID-19 aux économies mondiales, l'Allemagne a choisi d'expérimenter le revenu de base universel sur une période de trois ans avec 120 volontaires. L'expérience est menée par l'Institut allemand de recherche économique et financée par les dons privés de 140 000 personnes,.
L'Allemagne verse, à partir d'août 2020, aux citoyens une allocation mensuelle de 1 200 euros, soit environ 1 430 dollars, ce qui est juste au-dessus du seuil de pauvreté du pays. Ces citoyens sont comparés à 1 380 autres citoyens allemands ne bénéficiant pas du revenu de base universel (RBI),.

### Belgique
Une étude sociologique a été publiée en 2008 par Axel Marx et Hans Peeters, de l'université Catholique de Louvain (KUL), afin d'analyser les réponses comportementales à la mise en place d'un revenu de base, par l'analyse des résultats de la loterie à vie Win for Life. Son principe est de verser aux gagnants un revenu mensuel fixe de 600 € jusqu'à leur fin de vie. Sur les 84 personnes interrogées, seules 5 ont quitté leur emploi, et parmi elles, une seule a précisé le faire en raison de ce revenu mensuel. Dans tous les cas, la qualité de vie des bénéficiaires s'est améliorée : diminution du stress, possibilité de négocier de meilleures conditions de travail, et se consacrer à d'autres activités.

### Bulgarie
Voir Bulgarian Union for Direct Democracy (BUDD), membre de l'Alliance pour la démocratie directe en Europe

### Espagne
En Catalogne, une initiative populaire (ILP) est lancée depuis janvier 2013 pour que soit débattue au Parlement catalan la possibilité d'un « revenu garanti de citoyenneté » (RGC). Si le mouvement pour l'adoption de cette loi est composé de certains défenseurs locaux du revenu de base (Red Renta Básica (es) du Basic Income Earth Network (BIEN), Associació Justícia i Pau de Barcelona (ca), ATTAC, etc.), le RGC n'en resterait pas moins une aide conditionnelle, qui répondrait à une situation de pauvreté (proche du revenu de solidarité active (RSA) français). Le RGC ne peut donc pas être considéré comme un revenu de base, par nature inconditionnel.

### Finlande
L'expérimentation finlandaise a été initiée par le premier ministre centriste, Juha Sipilä, en poste à partir de mai 2015. L'objectif est d'analyser d'une part les trajectoires de retour à l'activité des chômeurs (recherche d'emploi, activité entrepreneuriale, ...), et observer les réductions possibles de bureaucraties, en vue de simplifier le système d'aides sociales. Elle a eu lieu sur 2 ans, à compter du 1er janvier 2016. Au total, 2000 chômeurs ont été tirés au sort, de 25 à 58 ans, recevant chaque mois une somme de 560 €. Les allocations chômage qu'ils étaient en droit de recevoir étaient réduites de ce montant. Cependant, l'expérimentation a été critiquée pour sa faible durée, et son montant.
La mission commune d'information sénatoriale nommée en 2015 pour évaluer l'intérêt du revenu de base a envoyé une délégation en Finlande pour rencontrer des acteurs de cette expérimentation, ce qu'elle prend longuement en considération dans son rapport final.

### Grèce
Le parti Drassi soutient l'initiative, depuis 2010, jugée faisable par les économistes Manos Matsaganis et Chrysa Leventi.

### Hongrie
FNA-Hongrie et le Parti Pirate (Hongrie) (en) soutiennent cette initiative.

### Irlande
La Conference of Religious of Ireland (en) a soutenu une telle proposition, bien avant Social Justice Ireland, le Parti vert (Irlande) et Fianna Fáil (Parti républicain).

### Islande
En octobre 2014, le Parti pirate (Islande) lance une initiative parlementaire.

### Norvège
Le principe est soutenu par les partis suivants : Parti de l'environnement - Les Verts, Rouge (Norvège), Démocrates de Norvège, Parti pirate (Norvège) et Venstre (Norvège).

### Pays-Bas
- Revenu de base aux Pays-Bas (en)

### Pologne
Le parti Droit et justice de Beata Szydło introduit en 2016 le programme ""500+".

### Royaume-Uni
Le gouvernement de Tony Blair a mis en place, en mai 2003, le Child Trust Fund (en), une mesure proposée par Bruce Ackerman afin de fournir à chaque enfant un « capital de base » à ses 18 ans. Cette mesure a été abandonnée en 2010 en raison des politiques d'austérité.
En 2009, une expérimentation sur échantillon limité a été menée à Londres, auprès de 13 sans-abris, ceux-ci coûtant chaque année environ 400 000 £/an à la société, en frais d’hébergement, de santé, de police, et aides sociales. Chacun d'eux reçut 3 000 £, ceci conduisant 11 d'entre eux à sortir de la rue dans les 12 mois. Leur coût pour la société s’est avéré être divisé par 8, pour descendre à 50 000 £/an, suggérant qu'il est plus rentable de fournir directement un versement aux bénéficiaires, plutôt que de déployer un dispositif coûteux et complexe pour les sortir de la pauvreté. Une expérience similaire a montré des résultats analogues au Mexique.

### Suisse
Une votation populaire a eu lieu en juin 2016 en Suisse, visant l'instauration d'un revenu de base inconditionnel. Le projet des initiants a toutefois été refusé à 75 % des voix.

### Tchéquie
Marek Hrubec (cs) et Martin Brabec sont les introducteurs du concept, soutenu par de nombreuses ONG et quelques partis, dont le Parti Vert, le Parti Communiste, le Parti Pirate, le Parti du socialisme démocratique.

### Ukraine
Voir Nimses.

## Moyen-Orient

### Koweït
Le Koweït démarre en février 2012 une expérience d'allocation universelle inconditionnelle mais limitée dans le temps pour ses 1,155 millions de citoyens de 1 000 dinars/Citoyen (3 580 dollars/Citoyen).

### Irak
Des membres du Congrès américain ont proposé la mise en place d'un tel revenu, en Irak, sur le modèle de l'Alaska Permanent Fund. Soutenu par l'envoyé de l'ONU Sérgio Vieira de Mello et la Banque mondiale, la mesure a été suspendue depuis la mort de de Mello.

### Iran
Voir Plan iranien de réforme des subventions (en) (2010)
L'Iran est le premier pays à avoir introduit un revenu de base national en automne 2010. Il est versé à tous les citoyens et remplace les subventions sur l'essence, l'électricité et certains produits alimentaires que le pays appliquait depuis des années pour réduire les inégalités et la pauvreté. La somme correspond en 2012 à environ 40 US$ par personne par mois, 480 US$ par an pour une personne seule et 2 300 US$ pour une famille de cinq personnes.

### Israël
En Israël, en 2018, une initiative à but non lucratif GoodDollar a démarré avec pour objectif de créer un cadre économique mondial pour fournir un revenu de base universel, durable et évolutif grâce à la nouvelle technologie d'actifs numériques de la blockchain. L'organisation à but non lucratif vise à lancer un réseau de transfert d'argent peer-to-peer dans lequel l'argent peut être distribué à ceux qui en ont le plus besoin, quel que soit leur emplacement, sur la base des principes du revenu de base universel (UBI). Le projet a levé 1 million de dollars auprès d'eToro.

## Océanie

### Australie
John Tomlinson, John Wiseman et Allan MacDonald sont de fervents partisans.
Les Verts du Queensland ont adopté en 1999 un plan appelé Guaranteed Adequate Income (GAI) policy.
Le Parti Libéral Démocrate d'Australie (en) a annoncé en 2010 son soutien au principe d'un impôt négatif. Le Parti Pirate d'Australie le soutient depuis 2014.

### Nouvelle-Zélande
En 2016, Andrew Little annonce que le Parti travailliste de Nouvelle-Zélande lance le débat sur un revenu universel de base (UBI).